# Lavanttal-Rallye
Die Kärntner Lavanttal-Rallye war von 1977 bis 1988 und ist seit dem Jahr 2000 wieder ein Wertungslauf zur Österreichischen Rallye-Staatsmeisterschaft. Außerdem ist es seit dem Jahr 2012 ein Wertungslauf der Opel Corsa OPC-Cup.
Der Rekordsieger dieser Rallye ist Raimund Baumschlager, der sechs Mal (1992, 2004, 2005, 2007, 2010 und 2012) erfolgreich war. Die anderen Mehrfachsieger sind Franz Wittmann sen. (1980, 1983, 1988), Wilfried Wiedner (1984, 1985, 1986; Hattrick) und Raphael Sperrer (2000, 2001, 2002; Hattrick), die die Rallye jeweils drei Mal gewinnen konnten.

## Neuer Name der Rallye
Am 10. Januar 2008 gab der Veranstalter MSC Wolfsberg bekannt, dass mit der Firma Lico ein neuer Hauptsponsor gefunden wurde. Die bisherige Pirelli Lavanttal Rallye heißt somit ab dem Jahr 2008 Lico Lavanttal Rallye powered by Pirelli. Für 2009 hat die Lavanttal Rallye mit BP Ultimate wieder einen neuen Hauptsponsor gefunden. Damit heißt der zweite ÖM-Lauf vom 27. bis 28. März 2009 BP Ultimate Rallye im Lavanttal.

## Ergebnisse

### Österreichische Rallye-Staatsmeisterschaft
| Jahr   | Gesamtsieger         | Gesamtsieger            | Gesamtsieger     |
| Jahr   | Fahrer               | Beifahrer               | Marke und Modell |
| ------ | -------------------- | ----------------------- | ---------------- |
| 1977   | Hans Schönlieb       | Bernd Tatschl           | BMW 2002 ti      |
| 1978   | Klaus Russling       | Ernst Koschutnig        | Porsche Carrera  |
| 1979   | Sepp Haider          | Jörg Pattermann         | Opel Kadett GT/E |
| 1980   | Franz Wittmann       | Kurt Nestinger          | Audi 80 GLE      |
| 1981   | Franco Ceccato       | Massimo De Antoni       | Fiat 131 Abarth  |
| 1982   | Gerhard Kalnay       | Ferdinand Hinterleitner | Opel Ascona 400  |
| 1983   | Franz Wittmann       | Kurt Nestinger          | Audi quattro     |
| 1984   | Wilfried Wiedner     | Franz Zehetner          | Audi quattro     |
| 1985   | Wilfried Wiedner     | Franz Zehetner          | Audi quattro     |
| 1986   | Wilfried Wiedner     | Franz Zehetner          | Audi quattro     |
| 1987   | Georg Fischer        | Thomas Zeltner          | Audi quattro     |
| 1988   | Franz Wittmann       | Jörg Pattermann         | Lancia Delta     |
| 19891) | Franz Wittmann       | Jörg Pattermann         | Lancia Delta     |
| 19901) | Ernst Harrach        | Jörg Pattermann         | Lancia Delta     |
| 19911) | Raphael Sperrer      | Bernhard Mann           | VW Golf GTI 16V  |
| 19921) | Raimund Baumschlager | Ruben Zeltner           | VW Rallye-Golf   |
| 19931) | Franz Wittmann       | Jörg Pattermann         | Toyota Celica    |
| 19941) | Kurt Göttlicher      | Michael Moser           | Ford Escort RS   |
| 19951) | Willi Stengg         | Michael Moser           | Ford Escort RS   |

| Jahr   | Gesamtsieger          | Gesamtsieger          | Gesamtsieger                |
| Jahr   | Fahrer                | Beifahrer             | Marke und Modell            |
| ------ | --------------------- | --------------------- | --------------------------- |
| 19961) | Kris Rosenberger      | Sigi Schwarz          | Toyota Celica               |
| 19971) | Kris Rosenberger      | Sigi Schwarz          | Toyota Celica               |
| 19981) | Willi Stengg          | Michael Moser         | Ford Escort RS              |
| 19991) | Achim Mörtl           | Jörg Pattermann       | Subaru Impreza WRC          |
| 2000   | Raphael Sperrer       | Per Carlsson          | Seat Cordoba WRC            |
| 2001   | Raphael Sperrer       | Per Carlsson          | Peugeot 206 WRC             |
| 2002   | Raphael Sperrer       | Per Carlsson          | Peugeot 206 WRC             |
| 2003   | Hermann Gassner       | Karin Thannhäuser     | Mitsubishi Lancer           |
| 2004   | Raimund Baumschlager  | Klaus Wicha           | Mitsubishi Lancer           |
| 2005   | Raimund Baumschlager  | Thomas Zeltner        | Mitsubishi Lancer           |
| 2006   | Krisztian Hideg       | Istvan Kerek          | Mitsubishi Lancer           |
| 2007   | Raimund Baumschlager  | Thomas Zeltner        | Mitsubishi Lancer           |
| 2008   | Rallye abgebrochen 2) | Rallye abgebrochen 2) |                             |
| 2009   | Andreas Waldherr      | Richard Jeitler       | VW Polo S2000               |
| 2010   | Raimund Baumschlager  | Thomas Zeltner        | Škoda Fabia Super 2000      |
| 2011   | Beppo Harrach         | Andreas Schindlbacher | Mitsubishi Lancer Evo IX    |
| 2012   | Raimund Baumschlager  | Thomas Zeltner        | Škoda Fabia Super 2000      |
| 2013   | Beppo Harrach         | Andreas Schindlbacher | Mitsubishi Lancer Evo IX R4 |

1) von 1989 bis 1999 kein Wertungslauf zur Österreichischen Rallye-Staatsmeisterschaft
2) Rallyeabbruch auf Grund des tödlichen Rennunfalls des Österreichers Herbert Breiteneder (54) am zweiten Renntag in der fünften Sonderprüfung. Zum Zeitpunkt des Abbruches führte Raimund Baumschlager eine Sekunde vor Franz Wittmann jun. (beide Mitsubishi Lancer Evo IX) und Beppo Harrach (CNG Mitsubishi Lancer Evo IX).

### Opel Corsa OPC-Cup
| Jahr | Gesamtsieger     | Gesamtsieger    | Gesamtsieger |
| Jahr | Fahrer           | Beifahrer       |              |
| ---- | ---------------- | --------------- | ------------ |
| 2012 | Daniel Wollinger | Bernhard Holzer |              |
| 2013 | Daniel Wollinger | Bernhard Holzer |              |